# Typton spongicola
Typton spongicola is een garnalensoort uit de familie van de Palaemonidae. De wetenschappelijke naam van de soort werd in 1844 voor het eerst geldig gepubliceerd door Oronzio Gabriele Costa.